# Xàtiva
Xàtiva in valenciano e Játiva in castigliano, è un comune spagnolo di 29 386 abitanti che si trova nella Comunità Valenciana.
È un'antica cittadina capitale della comarca della Costera, ai piedi della Sierra de Aguyas, a 115 m s.l.m. nella valle del fiume Albaida. È collegata attraverso l'autostrada e la ferrovia a Valencia da cui dista 47 km.

## Storia
Le origini di Xàtiva risalgono al periodo delle popolazioni iberiche ed era conosciuta col nome di Sae Tibis. Fu occupata da Greci e Fenici e all'epoca della dominazione romana della Spagna fu un municipio col nome di Saetabis a cui durante l'impero si aggiunse il termine di Augusta.
Dopo il 413 Saetabis Augusta fece parte del regno visigoto con capitale a Toledo. Occupata agli inizi dell'VIII secolo dai Musulmani, divenne un importante centro arabo e appartenne prima a Toledo e poi a Cordova. Col disfacimento del Califfato nei regni di Taifa fece parte del regno di Murcia e successivamente di quello di Valencia divenendo poi la capitale di una Cora che raggruppava diversi paesi.
Conquistata da Giacomo I divenne la capitale del Governatorato del Xúquer dal 1244 al 1707.
Fu un feudo dei Borgia nei secoli XV-XVI e patria dei due papi di questa famiglia: papa Callisto III (Alfons de Borja, 1378-1458) e Alessandro VI (Roderic de Borja, 1431-1503).
Durante la Guerra di successione degli inizi del XVIII secolo la città fu posta sotto assedio dai seguaci di Filippo V, poi incendiata e distrutta. Sotto il regno dei Borboni le fu di nuovo cambiato il nome e divenne Nueva Colonia de San Felipe. Recuperò il nome di Xàtiva nel 1820 e nel 1822 divenne capoluogo di provincia ma poi perse questo titolo in favore di Valencia.
È patria del celebre pittore Jusepe de Ribera (1590-1652) che operò anche in Italia dove fu chiamato lo Spagnoletto. È sede distaccata dell'Università politecnica di Valencia per corsi sull'automazione.

## Monumenti e luoghi d'interesse

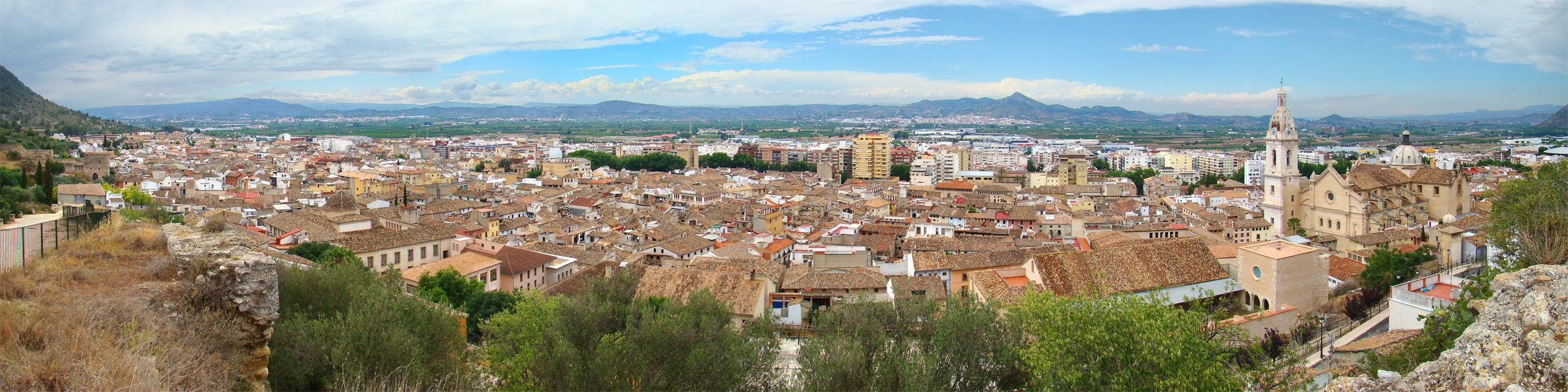
Vista panoramica di Xàtiva

- Castell: il castello è un'imponente fortezza gotica sulle pendici del Monte Bernisa e domina la città. Già fortificazione romana e poi araba fu ampliato e ricostruito nel XV secolo.
- Collegiata basílica de Santa Maria: chiesa rinascimentale del XVI secolo poi modificata nei secoli successivi.
- Palau de l'Almudí: costruito nel 1548, contiene il Museo Municipal con collezioni archeologiche e pittoriche di vari artisti.
- Ermita de Sant Feliu: chiesa romanico gotica costruita nel XIII secolo sui resti di una basilica visigota.
- Sant Domènec: chiesa romanico-gotica del XIV secolo.

Di recente costruzione è il moderno Gran Teatro.

## Feste
È famosa la Fira de Xàtiva, antica fiera del bestiame che si svolgeva già dal 1250 per concessione di Giacomo I. Durante questa fiera, che si tiene in agosto ed è dichiarata di Interés turistico nacional (di interesse turistico nazionale), si svolgono molte manifestazioni di carattere sociale, culturale e ludico, tra cui corride di tori.
Particolarmente e intensamente partecipata è la Settimana Santa con le varie manifestazioni della Domenica delle Palme a Pasqua. Alcuni pasos portati in processione risalgono al XVI secolo.
Altre feste, oltre a quelle patronali e dei cinque borghi appartenenti al comune, sono quella detta Les Catalinetes, in agosto, la festa di Sant Feliu con romeria all'eremo del Santo i primi di agosto, le Festes de Sant Gaietà i primi giorni di settembre. Si svolge anche il Corpus Christi e la Cavalcada de Reis il 5 gennaio, comune a tante città spagnole.